# Tempel van Artemis in Arles

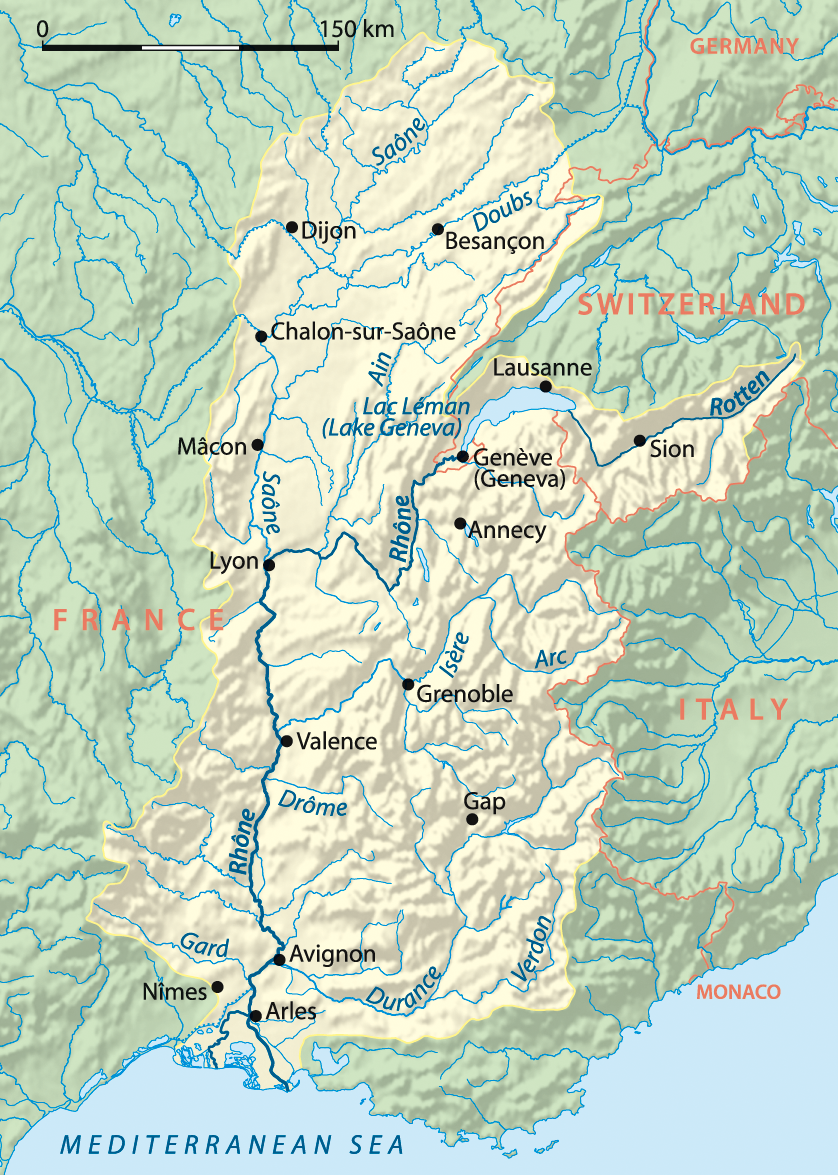
Loop van de Rhône

De Tempel van Artemis in Arles was een tempel gewijd aan de godin Artemis in de Gallo-Romeinse stad Arles. De tempel zou aan de linker oever van de Rhône hebben gelegen, dus aan de zijde waar de vroegste Romeinse kolonie werd gevestigd.

## Archeologische vondsten
Franse archeologen van het DRASSM (Département des Recherches Archéologiques Subaquatiques et Sous-marines) hebben met een gespecialiseerd team van duikers-archeologen onder leiding van Luc Long een aantal voorwerpen van de bodem van de Rhône opgehaald die naar de oude tempel verwijzen. 

### Sokkel van Artemisbeeldje
Zo is er een sokkel van een beeldje gevonden, waarop een tafereel staat afgebeeld, dat als inleiding tot of herinnering aan een hieros gamos kan worden geïnterpreteerd. De scène toont in fijn reliëf een man met toga en een priesteres, die beiden een centrale grote kandelaar flankeren, waar ze naartoe gewend staan. Achter elk van deze figuren staat eveneens in profiel een fluitspeler, die een dubbele conisch toelopende fluit bespeelt. De sokkel vertoont grote gelijkenis met een gelijkaardig voorwerp dat in het museum van Efeze wordt bewaard, en waar op het voetstuk een nog intact beeldje van Artemis staat.

### Muurkroon
Een ander stuk dat naar de vroegere aanwezigheid van de Artemistempel in Arles verwijst, is een hoog en breed oplopend kroonstuk van ca. 80 cm, met bovenaan een muurkroon. Ook dit stuk vertoont overeenkomsten met het gelijkaardige kroonstuk van een groter Artemisbeeld in Efeze. Het zou hier kunnen gaan om het feitelijk beeld van de godin dat in de tempel stond opgesteld in de naos. De muurkroon is anders gevormd dan die van Efeze. Dit zou te maken hebben met het typische uitzicht van de muren van de ene en de andere stad. De versiering met verticale rijen kleine griffioenen van beide kroonstukken is quasi identiek.

### Bladkapiteel

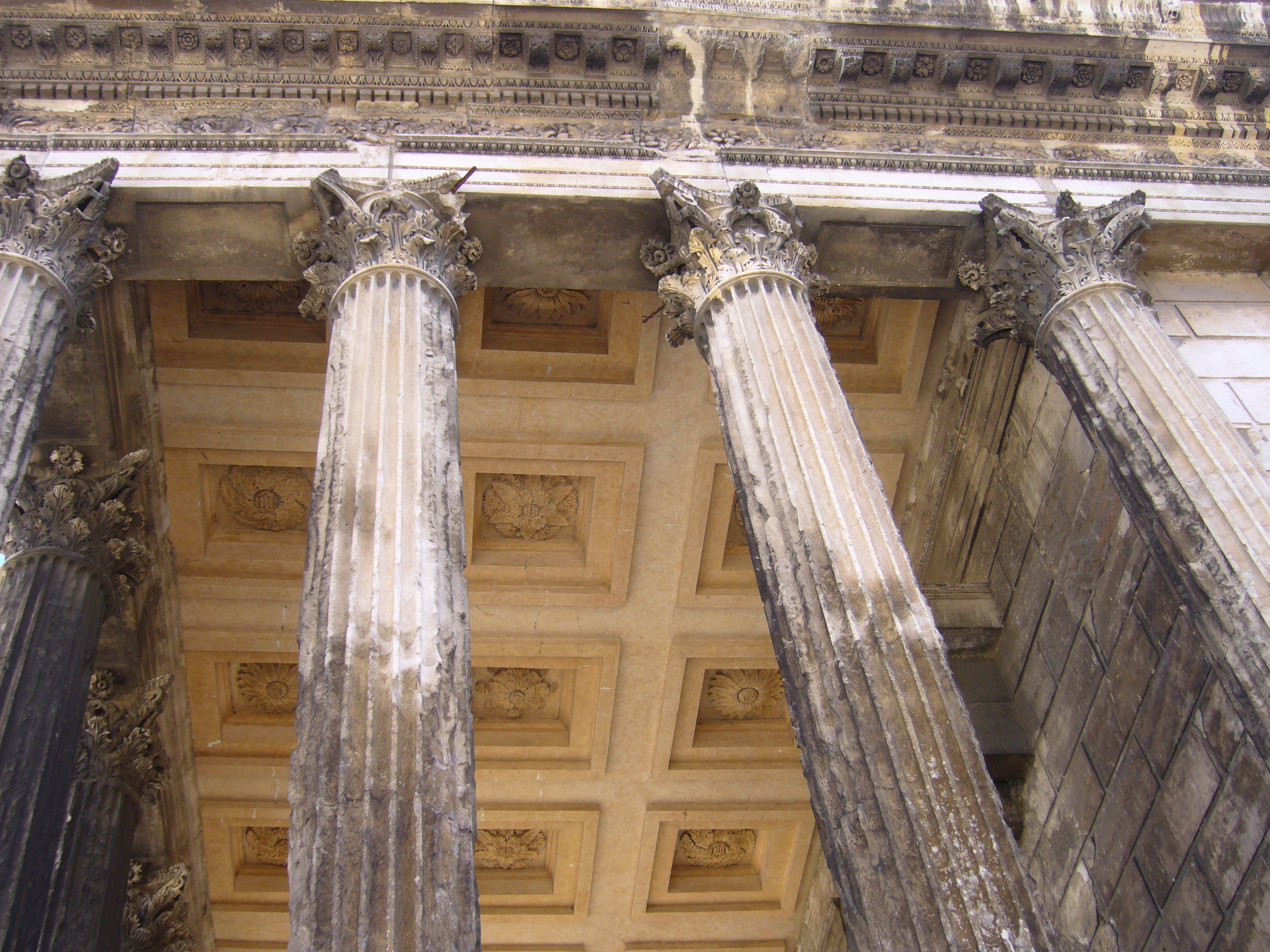
De kapitelen van de proanos van het Maison Carrée te Nîmes

Verder zijn naast andere beelden en stukken van diverse herkomst ook delen van zuilen teruggevonden. Een marmeren bladkapiteel met fijngesneden acanthusmotief zou mogelijk tot de tempel hebben behoord. Het vertoont volgens de archeologen een treffende gelijkenis met dergelijke kapitelen op de zuilen van de goed bewaarde tempel te Nîmes en zou uit de eerste eeuw van onze jaartelling dateren. Het kapiteel dat in Arles werd opgedoken is op schaal een derde kleiner. Men vermoedt dat ook de tempel van die grootteorde was vergeleken met het Maison Carrée.
De opgedoken stukken werden na schoonmaak en behandeling tentoongesteld in het museum van Arles (Musée départemental de l'Arles antique).